# 시미즈 무네하루

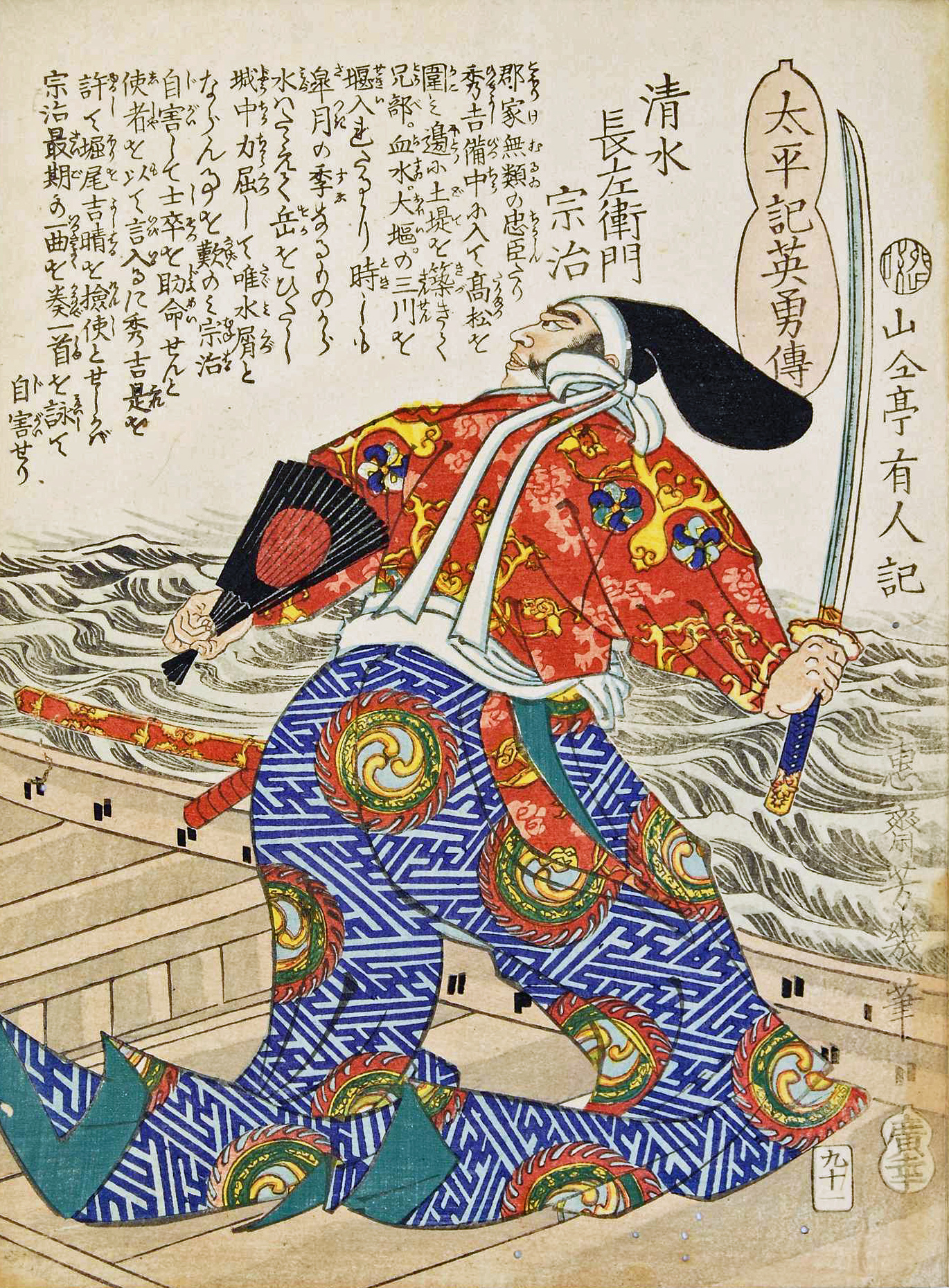
시미즈 무네하루

시미즈 무네하루(일본어: 清水宗治, 덴분 6년(1537년) ~ 덴쇼 10년 6월 4일(1582년 6월 23일))은 센고쿠 시대에 활약한 무장으로, 빗추국 다카마쓰 성 성주이다. 통칭은 조자에몬(長左衛門). 처음에 미무라 씨(三村氏)을 섬기다가, 후에 모리씨(毛利氏)의 가신이 되었다.
부친은 시미즈 무네노리(清水宗則), 형은 무네토모(宗知). 자식은 무네유키(宗之), 가게하루(景治) 등이 있다.

## 생애
덴분 6년(1537년) 빗추국 가야 군(賀陽郡) 시미즈 촌(清水村) (현 오카야마현 소자시)에서 태어났다. 유명은 사이타로(才太郎).
빗추의 한 호족의 가신으로 빗추 시미즈 성(清水城) 성주로 있다가, 후에 다카마쓰 성 성주가 되었다. 그 경위에 대해서는 여러 설이 있으나, 일반적으로 덴쇼 연간의 빗추 병란(備中兵乱) 때, 미무라 가문의 후다이이자 이시카와 가문의 중신의 입장이면서도 모리 가문에 가담하여, 다카마쓰 성 성주의 지위를 얻은 것으로 여겨진다. 이 빗추 병란은 문자 그대로 빗추 일원을 무대로 벌어진 미무라 가문 대 모리 가문의 일대전으로 미무라 가신으로 모리 측에 붙은 사람은 무네하루 이외에도 많아, 단지 상황 팑단의 문제였다(미무라 지카나리(三村親成) 등 미무라 성을 쓰는 일족조차도 모리 측에 붙은 사람이 있다). 또한, 에이로쿠 8년(1565년)에 미무라 가문의 후다이 이시카와 가문을 배신하여 다카마쓰 성을 탈취하고, 직접 모리 가문에 신종하여 성주가 되었다는 설도 있으나, 당시 모리 가문은 빗추를 미무라 가문에게 맡기는 간접 지배 체제를 취했기 때문에, 이 설은 신빙성이 낮다. 어찌되었건, 모리 가문의 가신이 된 이후에는 고바야카와 다카카게의 휘하에서 모리 가문의 주고쿠 지방 평정에 종군하였다. 무네하루는 충성심이 깊고 근면하여 다카카게를 비롯한 모리 가문의 수뇌진에게 깊은 신뢰를 받았다.
덴쇼 10년(1582년), 일본 통일 정책을 진행하던 오다 노부나가의 가신 하시바 히데요시가 주고쿠 정벌을 감행하자, 무네하루는 다카마쓰 성에 농성하면서 항전하였다. 히데요시는 항복한다면 빗추 국을 영지로 주겠다는 파격적인 조건을 내걸었으나, 무네하루는 이에 응하지 않았다고 한다. 이후, 히데요시의 군사 구로다 요시타카의 수공책으로 다카마쓰 성은 낙성 직전까지 몰리게 되었으나, 수공이 한창이던 그해 6월에 교토에서 아케치 미쓰히데의 모반으로 혼노지의 변이 일어나 노부나가가 사망하였다. 이 소식을 들은 히데요시는 무네하루의 할복을 조건으로 성 수비병의 생명을 보장하겠다는 화의를 제의하여, 무네하루는 노부나가의 죽음을 모르는 채로, 며칠 뒤 출가한 형인 겟세이(月清, 시미즈 무네토모)와 함께 성 앞에 배를 타고 나와 수상에서 할복하였다. 향년 45세.
히데요시는 노부나가의 복수를 위하여 한시라도 빨리 교토로 돌아가야 하였으나, “명장 시미즈 무네하루의 최후를 지켜보기 전에는” 진영에서 한발짝도 나갈 수 없다고 말했다고 한다. 또한, 후에 고바야카와 다카카게를 만난 히데요시는 “무네하루는 무사의 거울이다”라고 상찬하였다.
묘소는 야마구치현 히카리시 세이쿄지(清鏡寺).

## 사세구
浮世をば　今こそ渡れ　武士（もののふ）の　名を高松の　苔に残して
덧없는 세상을 지금 건너는 무사의 이름을 다카마쓰의 이끼에 남기네